# Centralisme
Centralisme er et udtryk, der dækker over en måde, at styre en stat på, der er karakteriseret ved, at der er en stærk
centralmagt, der tager de fleste politiske beslutninger. Eksempler på centralt styrede stater er Grækenland, Luxembourg,
Portugal og Sverige. Udenfor Europa er Japan et godt eksempel på en stærkt centralt styret stat.

## Frankrig
Ifølge den franske forfatning er Frankrig styret decentralt
Dette har dog ikke været tilfældet siden Ludvig XIV's tid, ifølge nogen siden capetingerkongen Hugo Capets tid. Dette på trods af at man siden 1982 har vedtaget en række decentraliseringslove. Paris har altid været derfra hvor magten udgik.
I 1982 vedtog man i Frankrig en række decentraliseringslove. Formålet med lovene var, at give regionerne, departmenterne og kommunerne større indflydelse på egne forhold.
En måde at sprede koncentrationen, var at oprette flere teknopoler rundt omkring i landet. Dette har ført til, at mange virksomheders udviklingsafdelinger ligger andre steder end i Paris, selvom deres administrative hovedkvarterer stadigvæk er placeret her.